# قابلیت اطمینان (نیم‌رسانا)
قابلیت‌اطمینان (به انگلیسی: Reliability) یک افزاره نیم‌رسانا، توانایی افزاره برای انجام عملکرد مورد نظر خود در طول‌عمر افزاره در میدان است.
چندین ملاحظات وجود دارد که باید در هنگام توسعه افزاره‌های نیم‌رسانا قابل‌اطمینان در نظر گرفته شوند:
1. افزاره‌های نیم‌رسانا نسبت به ناخالصی‌ها و ذرات بسیار حساس هستند؛ بنابراین برای ساخت این افزاره‌ها نیاز به مدیریت بسیاری از فرایندها و کنترل دقیق سطح ناخالصی‌ها و ذرات است. کیفیت محصول نهایی به روابط لایه‌های متعدد هر ماده اندرکُنش در نیم‌رسانا، از جمله فلزاندودی، مواد تراشه (فهرست مواد نیمه‌رسانا) و بسته‌بندی بستگی دارد.
2. مشکلات ریزفرآیندها (به انگلیسی: micro-processes) و لایه‌های نازک و باید به‌طور کامل درک شوند زیرا برای فلزاندودی و بندزنی سیمی به کار می‌روند. همچنین تحلیل پدیده‌های سطحی از جنبه لایه‌های نازک ضروری است.
3. با توجه به پیشرفت‌های سریع در فناوری، بسیاری از افزاره‌های جدید با استفاده از مواد و فرآیندهای جدید توسعه می‌یابند، و زمان گاهشمار طراحی به‌دلیل محدودیت‌های مهندسی بی‌بازگردنده، به‌اضافهٔ نگرانی‌های زمان عرضه به بازار، محدود است. درنتیجه، نمی‌توان طراحی‌های جدید را بر اساس قابلیت‌اطمینان افزاره‌های موجود پایه‌ریزی کرد.
4. برای دستیابی به صرفه ناشی از مقیاس، محصولات نیم‌رسانا در حجم بالا تولید می‌شوند. علاوه بر این، تعمیر محصولات نیم‌رسانا تکمیل‌شده غیرعملی است؛ بنابراین، گنجاندن قابلیت‌اطمینان در مرحله طراحی و کاهش تغییرات در مرحله تولید ضروری شده است.
5. قابلیت‌اطمینان افزاره‌های نیم‌رسانا ممکن است به مونتاژ، استفاده، شرایط محیطی و خنک‌سازی بستگی داشته باشد. عوامل تَنشی مؤثر بر قابلیت‌اطمینان افزاره عبارتند از: گاز، گرد و غبار، آلودگی، ولتاژ، چگالی جریان، دما، رطوبت، تنش مکانیکی، ارتعاش، شوک، تابش، فشار، و شدت میدان‌های مغناطیسی و الکتریکی.

عوامل طراحی اثرگذار بر قابلیت‌اطمینان نیم‌رسانا عبارتند از: کاهش‌نرخ‌اسمی ولتاژ، توان و جریان. نیمه‌پایداری؛ حاشیه‌های زمان‌بندی منطقی (شبیه‌سازی منطقی)؛ تحلیل زمان‌بندی ; کاهش‌حدمجاز دما؛ و کنترل فرایند.

## روش‌های بهبود
قابلیت‌اطمینان نیم‌رساناها از طریق چندین روش بالا نگه‌داشته می‌شود. اتاق‌های تمیز ناخالصی‌ها را کنترل می‌کند، کنترل فرایند پردازش را کنترل می‌کند، و عیب‌پویی (کارکرد کوتاه‌مدت در موارد شدید) و کاوند (به انگلیسی: probe) و آزمایش فرارها را کاهش می‌دهد. کاوند (کاوند ویفر) دای نیم‌رسانا را قبل از بسته‌بندی از طریق ریزپروب‌های متصل به تجهیزات تست آزمایش می‌کند. تست نهایی افزاره بسته‌بندی شده را، اغلب قبل و بعد از عیب‌پویی، برای مجموعه‌ای از پارامترهایی که کارکرد را تضمین می‌کند، آزمایش می‌کند. ضعف‌های فرایند و طراحی با اعمال مجموعه‌ای از آزمایش‌های تنشی در مرحله صلاحیت نیم‌رساناها قبل از معرفی به بازار شناسایی می‌شوند، به‌عنوان مثال با توجه به شرایط تنشی AEC Q100 و Q101. آزمایش میانگین قطعات یک روش آماری برای شناسایی و قرنطینه کردن دای‌های نیم‌رسانا است که احتمال خرابی قابلیت‌اطمینان بالاتری دارند. این فنّ ویژگی‌هایی را شناسایی می‌کند که در داخل مشخصات هستند اما خارج از توزیع نرمال برای آن جمعیت‌آماری هستند به‌عنوان نقاط‌پَرت در معرض خطر که برای کاربردهای با قابلیت‌اطمینان بالا مناسب نیستند. انواع آزمایش میانگین قطعات مبتنی‌بر آزمایشگر شامل آزمایش میانگین قطعات پارامتری (P-PAT) و آزمایش میانگین قطعات مکانی (G-PAT) هستند. آزمایش میانگین قطعات درون‌خط (I-PAT) از داده‌های بازرسی کنترل فرایند تولید و اندازه‌شناسی برای انجام عملکرد تشخیص نقاط‌پَرت استفاده می‌کند.
اندازه‌گیری استحکام باند در دو نوع اساسی انجام می‌شود: آزمایش کششی و آزمایش برشی. هر دو را می‌توان به صورت مخرب، که رایج تر است، یا غیرمخرب انجام داد. آزمایش‌های غیرمخرب معمولاً زمانی استفاده می‌شوند که به قابلیت‌اطمینان اضافی مانند کاربردهای نظامی یا هوافضا نیاز باشد.

## سازوکارهای خرابی
سازوکارهای خرابی افزاره‌های نیم‌رسانا الکترونیکی در دسته‌های زیر قرار می‌گیرند
1. سازوکارهای ناشی از اندرکُنش-مواد (به انگلیسی: Material-interaction).
2. سازوکارهای ناشی از تنش
3. سازوکارهای خرابی با منشأ مکانیکی
4. سازوکارهای خرابی ناشی از محیط زیست

### سازوکارهای ناشی از اندرکُنش-مواد
1. فرونشست (به انگلیسی: sinking) فلز-گیت ترانزیستور اثرمیدانی
2. فرسایش اتصال اهمی
3. فرسایش کانال
4. اثرات حالت-سطحی
5. آلودگی قالب‌گیری بسته‌بندی - ناخالصی‌های موجود در ترکیبات بسته‌بندی باعث خرابی الکتریکی می‌شوند

### سازوکارهای خرابی ناشی از تنش
1. الکتروکوچ – حرکت القای الکتریکی مواد در تراشه
2. فرسودگی – فراتنش موضعی
3. به‌دام‌اندازی الکترون داغ – به دلیل فراراه‌اندازی در مدارهای RF قدرت
4. تنش الکتریکی – تخلیه الکترواستاتیکی، میدان‌های الکترومغناطیسی بالا (HIRF)، اضافه ولتاژ قفل‌شدگی، اضافه جریان

### سازوکارهای خرابی ناشی از محیط‌زیست
1. شکستگی دای – به دلیل عدم تطابق ضرایب انبساط حرارتی
2. تُهی‌جاهای پیوست‌دای (به انگلیسی: Die-attach) – نقص ساخت‌وساز – غربال‌پذیر با میکروسکوپ آکوستیک پویش‌ساز.
3. خرابی مفصل لحیم‌کاری ناشی از خستگی خزشی یا ترک‌های بین فلزی.
4. لایه‌لایه شدن ترکیب دای-پد/قالب‌گیر به‌دلیل چرخه‌ساز گرمایی
5. اثرات رطوبت – جذب رطوبت توسط بسته و مدار
6. اثرات هیدروژن – شکست ناشی از هیدروژن بخش‌هایی از مدار (فلز)
7. سایر اثرات دما- شتاب پیری، افزایش مهاجرت‌الکتریکی با دما، افزایش سوختن و از کار افتادن

## کتابشناسی
- Giulio Di Giacomo (Dec 1, 1996), Reliability of Electronic Packages and Semiconductor Devices, McGraw-Hill
- A. Christou; B.A. Unger (Dec 31, 1989), Semiconductor Device Reliability, NATO Science Series E
- MIL-HDBK-217F Reliability Prediction of Electronic Equipment
- MIL-HDBK-251 Reliability/Design Thermal Applications
- MIL-HDBK-H 108 Sampling Procedures and Tables for Life and Reliability Testing (Based on Exponential Distribution)
- MIL-HDBK-338 Electronic Reliability Design Handbook
- MIL-HDBK-344 Environmental Stress Screening of Electronic Equipment
- MIL-STD-690C Failure Rate Sampling Plans and Procedures
- MIL-STD-721C Definition of Terms for Reliability and Maintainability
- MIL-STD-756B Reliability Modeling and Prediction
- MIL-HDBK-781 Reliability Test Methods, Plans and Environments for Engineering Development, Qualification and Production
- MIL-STD-1543B Reliability Program Requirements for Space and Missile Systems
- MIL-STD-1629A Procedures for Performing a Failure Mode, Effects, and Criticality Analysis
- MIL-STD-1686B Electrostatic Discharge Control Program for Protection of Electrical and Electronic Parts, Assemblies and Equipment (Excluding Electrically Initiated Explosive Devices)
- MIL-STD-2074 Failure Classification for Reliability Testing
- MIL-STD-2164 Environment Stress Screening Process for Electronic Equipment
  - Kayali, S. "Basic Failure Modes and Mechanisms" (PDF).
- "Reliability Standards & Handbooks". Archived from the original on 8 November 2005.
- Akbari, Mohsen; Tavakoli Bina, Mohammad; Bahman, Amir Sajjad; Eskandari, Bahman; Pouresmaeil, Edris; Blaabjerg, Frede (2021). "An Extended Multilayer Thermal Model for Multichip IGBT Modules Considering Thermal Aging". IEEE Access. 9: 84217–84230. doi:10.1109/ACCESS.2021.3083063.
- Akbari, M.; Bahman, A.S.; Reigosa, P.D.; Iannuzzo, F.; Bina, M.T. (September 2018). "Thermal modeling of wire-bonded power modules considering non-uniform temperature and electric current interactions". Microelectronics Reliability. 88–90: 1135–1140. doi:10.1016/j.microrel.2018.07.150.